# Sanguirana
Genre
Sanguirana est un genre d'amphibiens de la famille des Ranidae.

## Répartition
Les sept espèces de ce genre se rencontrent en Asie du Sud-Est et dans le Sud de la République populaire de Chine.

## Liste d'espèces
Selon Amphibian Species of the World (15 avril 2014) :
- Sanguirana albotuberculata (Inger, 1954)
- Sanguirana aurantipunctata Fuiten, Welton, Diesmos, Barley, Oberheide, Duya, Rico & Brown, 2011
- Sanguirana everetti (Boulenger, 1882)
- Sanguirana igorota (Taylor, 1922)
- Sanguirana luzonensis (Boulenger, 1896)
- Sanguirana sanguinea (Boettger, 1893)
- Sanguirana tipanan (Brown, McGuire & Diesmos, 2000)

## Publication originale
- Dubois, 1992 : Notes sur la classification des Ranidae (Amphibiens anoures). Bulletin Mensuel de la Société Linnéenne de Lyon, vol. 61, p. 305-352.